# Maylene and the Sons of Disaster
Maylene And The Sons Of Disaster es una banda de heavy metal que incorpora elementos como voces guturales y guitarras con twang y principalmente el rock sureño y outlaw country . La banda se formó en el 2004 en Birmingham, Alabama y comenzó a ir de gira por los Estados Unidos. Dallas Taylor es el miembro más conocido de la banda, ya que fue vocalista de Underoath, banda que dejó a petición de sus compañeros en esta a finales del 2003. En el 2005 la banda firmó con el sello discográfico Mono Vs Stereo y lanzó su primer disco homónimo. En abril de 2006 la banda firmó con Ferret Records.
Su segundo álbum, titulado "II" fue grabado por Jason Elgin en los estudios Synchromesh en Birmingham, Alabama. "II" es un disco que gira en torno a la historia de Ma´Barker y sus hijos, junto con los que llevó a cabo una ola de crímenes sanguinarios en la franja de estados sureños de los Estados Unidos. Este trabajo no sólo mantiene las vocales Hardcore, sino que incorpora varios músicos adicionales tocando la Slide Guitar, el Lap Steel, el Resonator y el Bowed Upright Bass, instrumentos que confieren un sonido más sureño al disco.
En febrero de 2008 su vocalista, Dallas Taylor lanzó un comunicado en el que informaba de la salida de la banda de Lee Turner, Scott Collum, Josh Cornutt y Josh Williams diciendo que estos se marchaban debido a la fatiga que producía las constantes giras. En el comunicado anunciaba que la banda estaba trabajando en su siguiente álbum llamado "III" con la nueva alineación. Este disco "III" es la continuación del disco "II" cuyo lanzamiento fue realizado el 23 de junio de 2009, ya que este disco contiene 11 canciones. Actualmente la banda ha sufrido cambios en sus miembros aunque el líder, Dallas Taylor, continua con Maylene And The Sons Of Disaster.
Nuevo Álbum 2015
Dallas Taylor lanzó un comunicado por medio de un pódcast sobre la gira que comenzará y que iniciará a grabar un nuevo álbum desde enero de 2015.

## Miembros
Miembros actuales
- Dallas Taylor - voz (2004-presente)
- Chad Huff - guitarras (2009-presente)
- Jake Duncan - guitarras, coros (2009-presente)
- Brad Lehmann - bajo (2009-presente)
- Matt Clark - batería, coros (2008-presente)

Miembros de apoyo en directo
- Schuylar Croom (He Is Legend) - voz (2009-2010)
- Sam Anderson - batería, coros (2011, 2014)
- Douglas Arredondo - guitarras, coros (2011)
- Josh Butler (Between the Trees) - batería (2011)
- Matthew Hastings (MyChildren MyBride) - voz (2016)
- Keller Harbin (formerly of The Chariot, Every Time I Die) - voz (2016)

Antiguos miembros
- Scott Collum – guitarras (2004-2008)
- Josh Cornutt – guitarras (2004-2006/2006-2008); bajo (2006)
- Josh Williams – guitarras (2005-2008)
- Kelly Scott Nun - guitarras (2008-2010)
- Roman Haviland - bajo, coros (2005-2006/2006-2009); batería (2006)
- Lee Turner – batería (2004-2006/2006-2008)

Timeline

## Discografía

### LP
| Lanzamiento              | Título                         | Discográfica           | Puesto | Puesto         | Puesto   | Puesto       | Puesto  |
| Lanzamiento              | Título                         | Discográfica           | US     | US Heatseekers | US Indie | US Hard Rock | US Rock |
| ------------------------ | ------------------------------ | ---------------------- | ------ | -------------- | -------- | ------------ | ------- |
| 25 de octubre de 2005    | Maylene & The Sons of Disaster | Mono Vs Stereo Records | —      | —              | —        | —            | —       |
| 20 de marzo de 2007      | II                             | Ferret Records         | 156    | 3              | 17       | —            | —       |
| 23 de junio de 2009      | III                            | Ferret Records         | 71     | —              | 7        | 9            | 26      |
| 27 de septiembre de 2011 | IV                             | Ferret Records         | —      | —              | —        | —            | —       |

### EP
| Lanzamiento          | Título                                    | Discográfica   |
| -------------------- | ----------------------------------------- | -------------- |
| 6 de febrero de 2007 | The Day Hell Broke Loose at Sicard Hollow | Ferret Records |

### Videos
- "Tough As John Jacobs" (2005)
- "Dry The River" (2007)
- "Darkest Of Kin" (2007)
- "The Day Hell Broke Loose At Sicard Hollow" (2007)
- "Step Up (I'm On It)" (2009)
- "Open Your Eyes"  (2012)

### Sencillos
| Año  | Título                                              | Álbum                          |
| ---- | --------------------------------------------------- | ------------------------------ |
| 2005 | Tough As John Jacobs                                | Maylene & The Sons of Disaster |
| 2005 | Caution: Dangerous Curves Ahead                     | Maylene & The Sons of Disaster |
| 2007 | Dry The River                                       | II                             |
| 2007 | Memories Of The Grove                               | II                             |
| 2007 | Darkest Of Kin                                      | II                             |
| 2009 | Just A Shock                                        | III                            |
| 2009 | Step Up (I'm on It)                                 | III                            |
| 2010 | Where the Saints Roam / Cheap Thrills Cost the Most | III Deluxe Edition             |
| 2011 | In Dead We Dream                                    | IV                             |